# Жанровая литература
Жанровая литература — термин, употребляемый в отношении произведений художественной литературы, в которых главенствующую позицию занимает сюжет. Сюжет, как правило, строится в точном соответствии литературному жанру, в жертву приносятся другие элементы повествования, например, развитие характера персонажей.
К типичным примерам жанровой литературы относятся:
- боевик;
- детектив; например повести и рассказы А. К. Дойла про Шерлока Холмса.
- исторический роман; например роман А. К. Толстого «Князь Серебряный».
- любовный роман; например роман Ш. Бронте «Джейн Эйр».
- мистика; например роман О. Уайлда «Портрет Дориана Грея».
- приключения; например роман Л. Буссенара «Похитители бриллиантов».
- триллер; например роман С. Кинга «Кладбище домашних животных».
- научная фантастика; например роман С. Лема «Солярис»
- фэнтези; например повесть Джона Р. Р. Толкина «Хоббит или туда и обратно».

Противоположностью жанровой литературе являются мейнстрим и интеллектуальная проза. Жанровая литература предназначена для массового потребления в отличие от внежанровой. При этом характеристика литературы как жанровой не является оценочной и не говорит о её более низком качестве.